# Agnoshydrus
Agnoshydrus es un género de coleópteros adéfagos  perteneciente a la familia Dytiscidae. 

## Especies seleccionadas
- Agnoshydrus barong	(Hendrich, Balke & Wewalka 1995)
- Agnoshydrus ciampori	Wewalka & Wang 2007
- Agnoshydrus confusus	Wewalka & Bistrom 1997
- Agnoshydrus densus	Bistrom, Nilsson & Wewalka 1997
- Agnoshydrus laccophiloides	(Regimbart 1888)
- Agnoshydrus paulbrowni	Wewalka & Wang 2007
- Agnoshydrus schillhammeri	Wewalka 1999
- Agnoshydrus taiwanus	Wewalka & Wang 2007